# 18177 Харунаґа
18177 Харунаґа (18177 Harunaga) — астероїд головного поясу, відкритий 24 серпня 2000 року.
Тіссеранів параметр щодо Юпітера — 3,323.